# 羅埃什蒂鄉
44°55′51″N 24°05′15″E / 44.9308°N 24.0874°E
羅埃什蒂鄉（羅馬尼亞語：Comuna Roești, Vâlcea），是羅馬尼亞的鄉份，位於該國西南部，由沃爾恰縣負責管轄，面積29平方公里，海拔高度292米，2002年人口2,302，人口密度每平方公里81人。